# Cryptascoma
Cryptascoma är ett släkte av svampar. Cryptascoma ingår i familjen Valsaceae, ordningen Diaporthales, klassen Sordariomycetes, divisionen sporsäcksvampar och riket svampar.
|             | Apioporthe                             |
|             |                                        |
|             | Valsa                                  |
|             |                                        |
|             | Cytospora                              |
|             |                                        |
|             | Anisogramma                            |
|             |                                        |
|             | Apioporthella                          |
|             |                                        |
|             | Leucostoma                             |
|             |                                        |
|             | Valsella                               |
|             |                                        |
|             | Clypeoporthe                           |
|             |                                        |
|             | Xenotypa                               |
|             |                                        |
|             | Bagcheea                               |
|             |                                        |
|             | Anisomyces                             |
|             |                                        |
|             | Valseutypella                          |
|             |                                        |
|             | Diaporthella                           |
|             |                                        |
| Cryptascoma | \| \| Cryptascoma bisetula \| \| \| \| |
|             | \| \| Cryptascoma bisetula \| \| \| \| |
|             | Paravalsa                              |
|             |                                        |
|             | Cryptascoma bisetula                   |
|             |                                        |

|  | Cryptascoma bisetula |
|  |                      |